# Salmo
Salmo – rodzaj ryb z rodziny łososiowatych (Salmonidae).

## Klasyfikacja
Gatunki zaliczane do tego rodzaju:
| - Salmo abanticus - Salmo akairos - Salmo aphelios - Salmo balcanicus - Salmo baliki - Salmo carpio - Salmo caspius – troć kaspijska - Salmo cenerinus - Salmo cettii - Salmo ciscaucasicus - Salmo coruhensis - Salmo dentex - Salmo ezenami - Salmo farioides - Salmo ferox - Salmo fibreni - Salmo ischchan – pstrąg sewański, pstrąg gokszyński - Salmo labrax – troć czarnomorska - Salmo letnica - Salmo lourosensis - Salmo lumi - Salmo macedonicus - Salmo macrostigma – pstrąg śródziemnomorski | - Salmo marmoratus - Salmo montenigrinus - Salmo nigripinnis - Salmo obtusirostris – łosoś adriatycki - Salmo ohridanus – łosoś ochrydzki - Salmo pallaryi - Salmo pelagonicus - Salmo peristericus - Salmo platycephalus - Salmo rhodanensis - Salmo rizeensis - Salmo salar – łosoś szlachetny, łosoś atlantycki, łosoś europejski, łosoś - Salmo schiefermuelleri - Salmo stomachicus - Salmo taleri - Salmo tigridis - Salmo trutta - troć - Salmo visovacensis - Salmo zrmanjaensis |

Gatunkiem typowym jest Salmo salar.

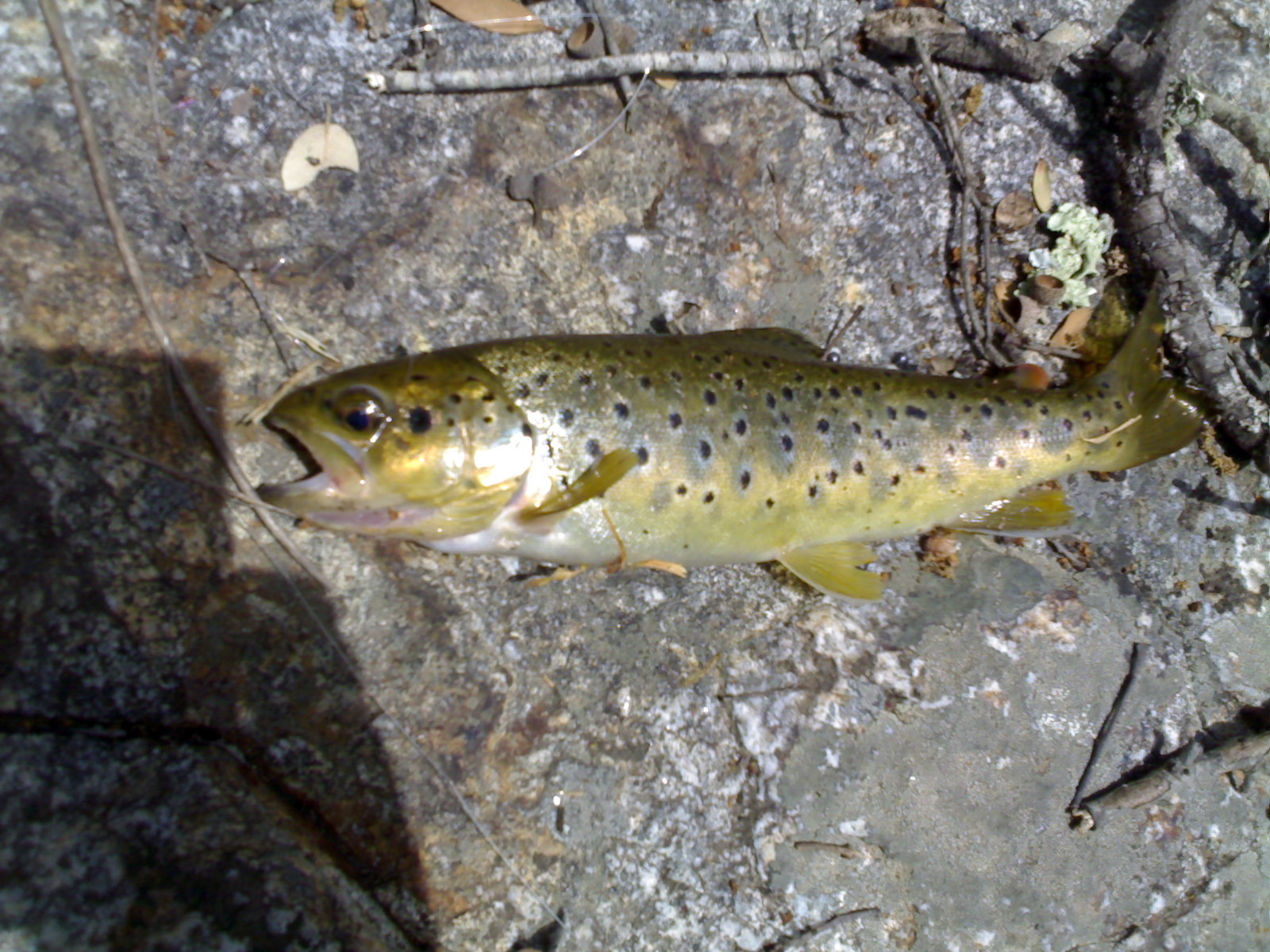
Salmo cettii
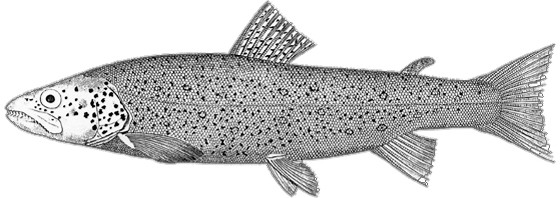
Salmo dentex
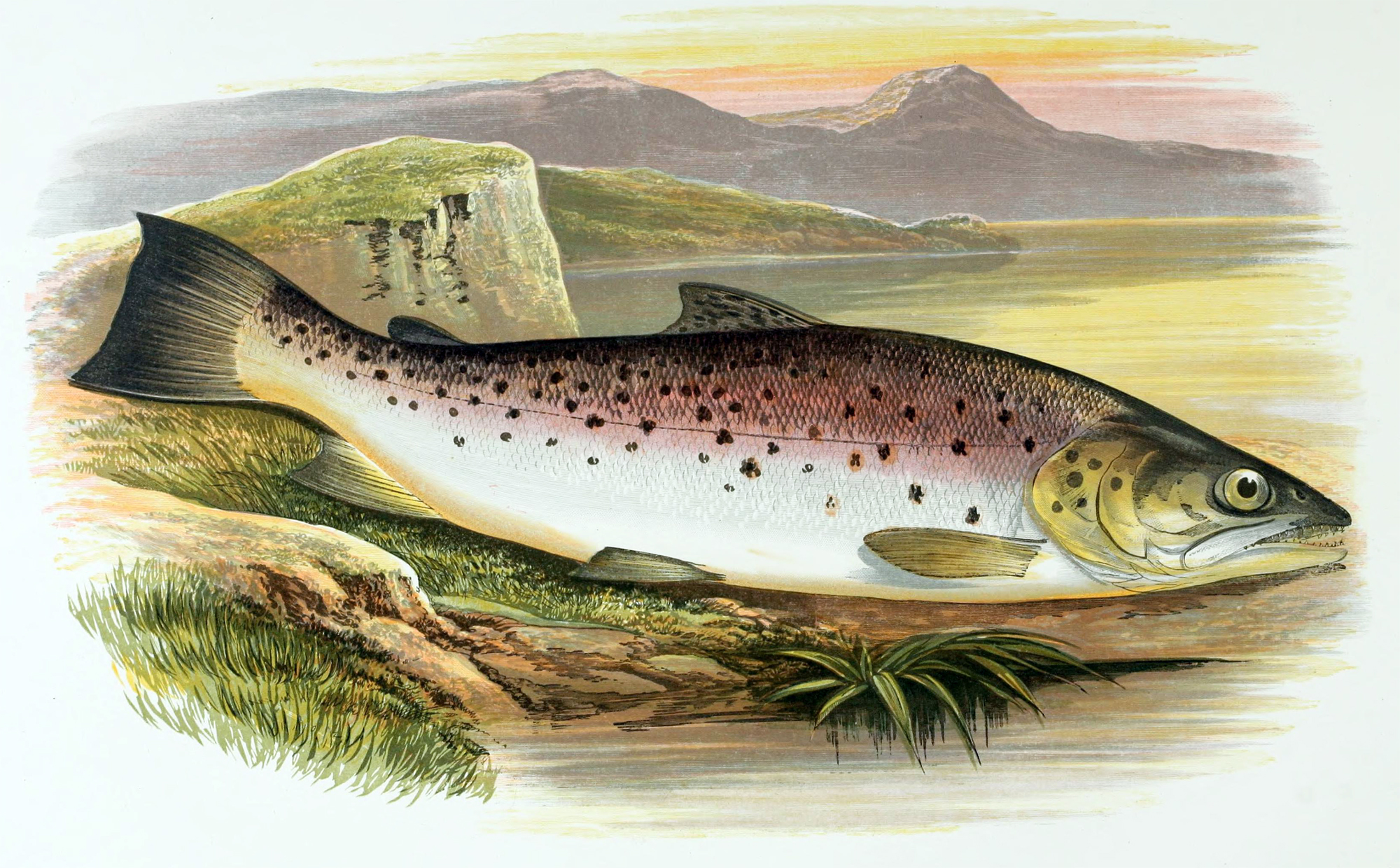
Salmo ferox
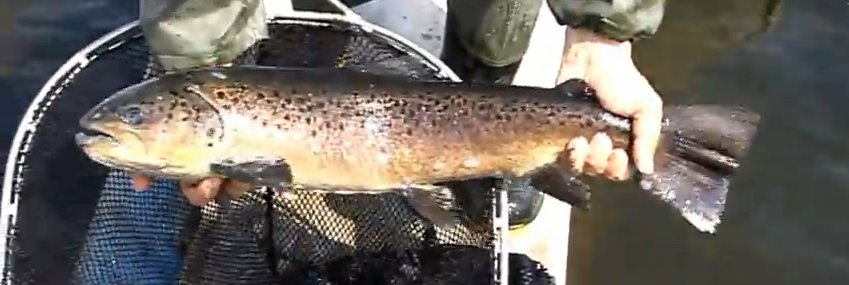
Salmo ischchan
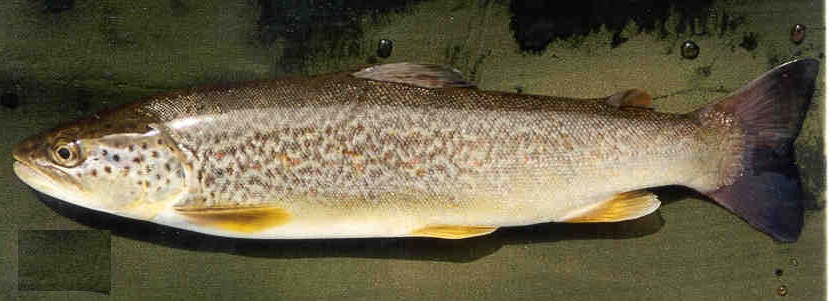
Salmo marmoratus
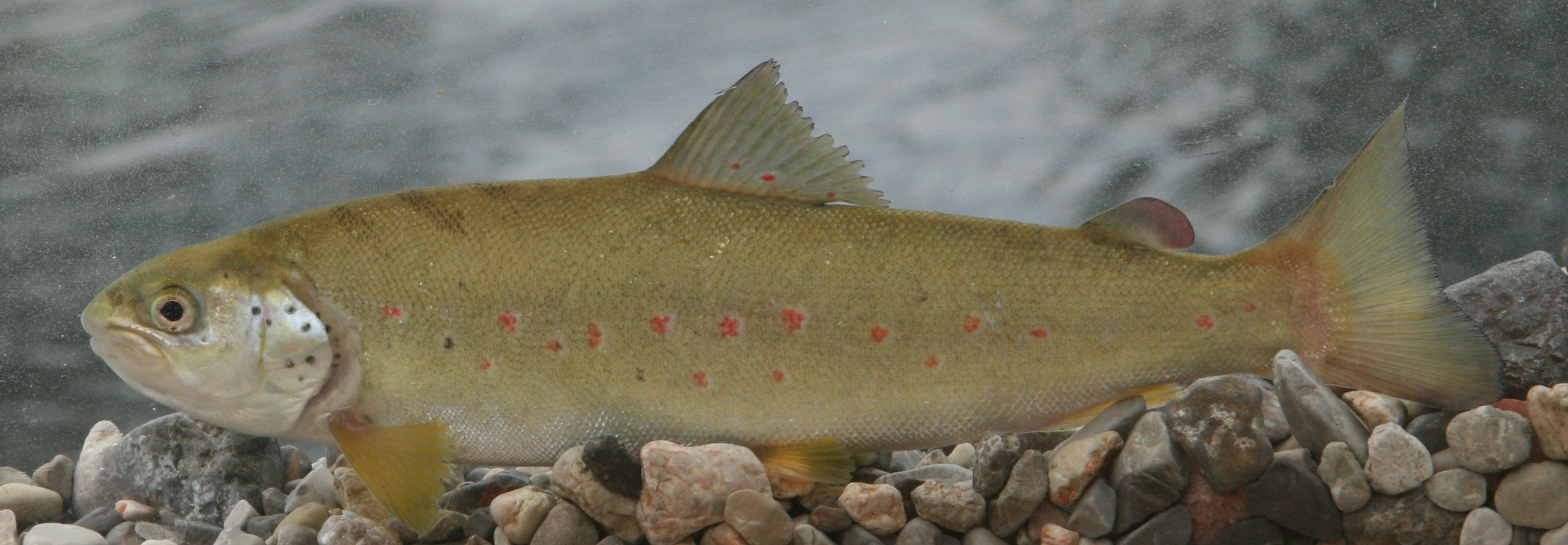
Salmo obtusirostris
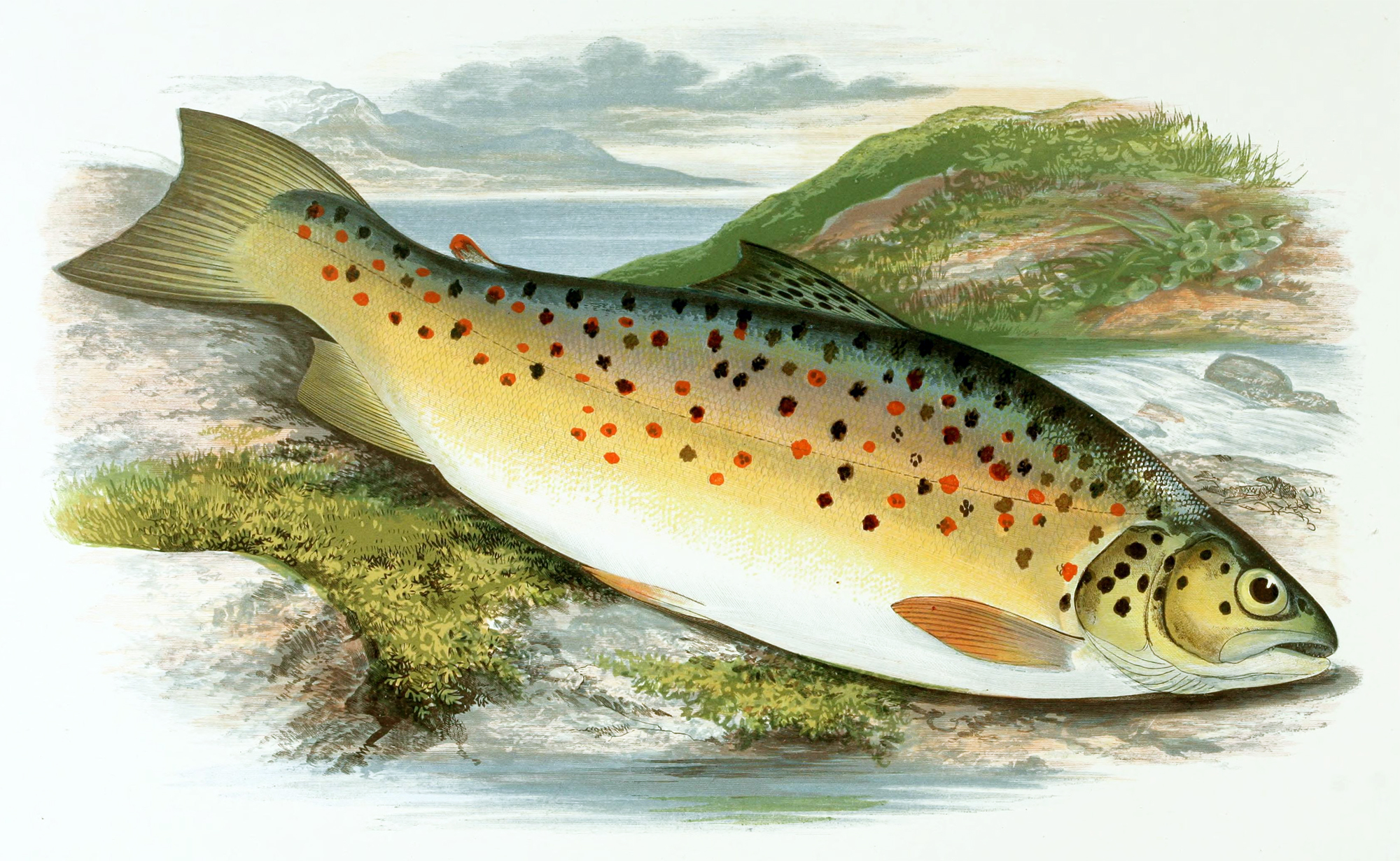
Salmo stomachicus
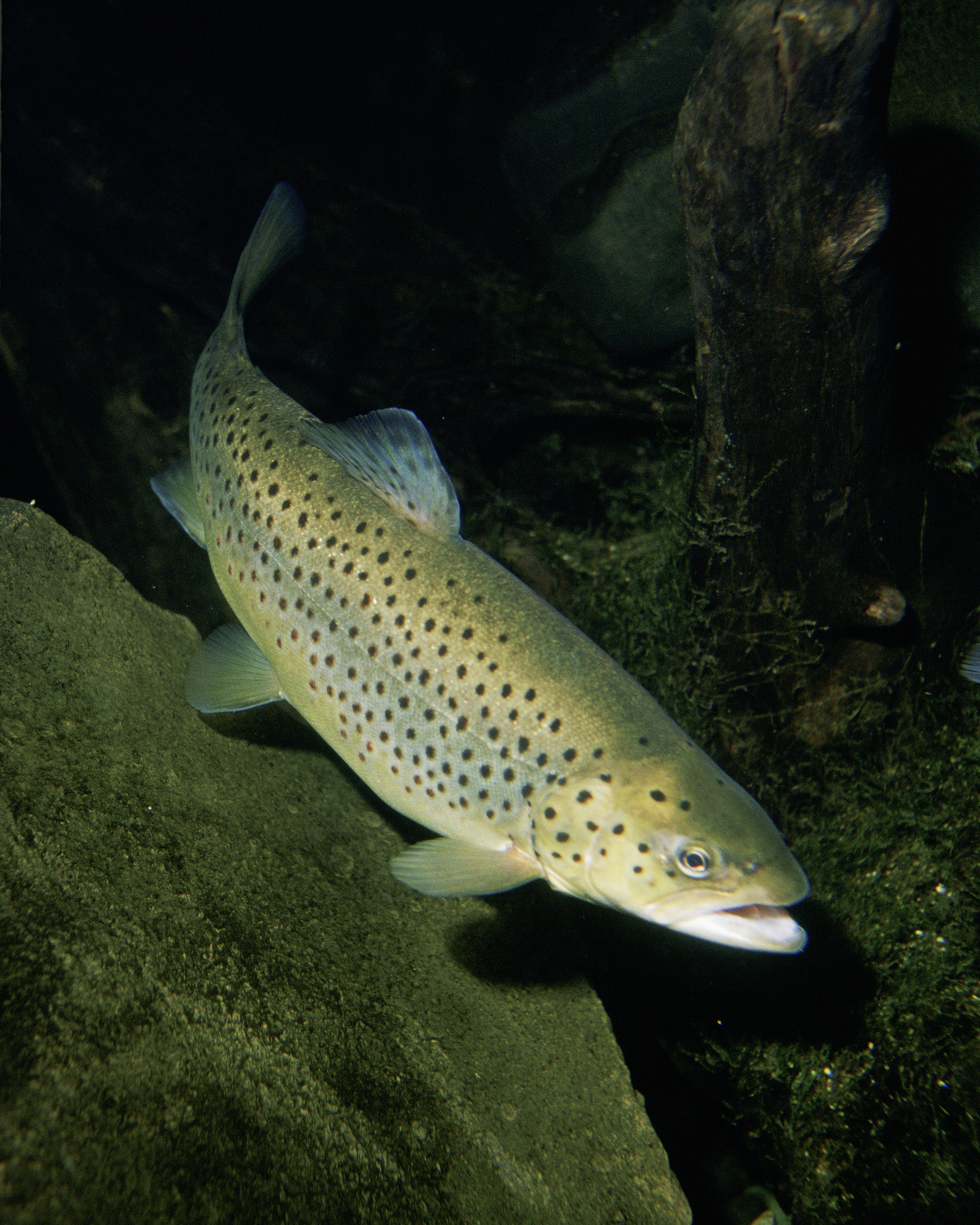
Salmo trutta